# Pierre de Gères de Camarsac
Pierre de Gères de Camarsac est un homme politique français né le 28 octobre 1779 à Camarsac (Gironde) et mort le 17 août 1847 à Fonbadet (Gironde).

## Biographie
Sous-préfet de Lesparre et juge de paix à Pauillac sous la Restauration, il est député de la Gironde de 1824 à 1827, siégeant dans la majorité soutenant les ministères de la Restauration.

### Sources
- « Pierre de Gères de Camarsac », dans Adolphe Robert et Gaston Cougny, Dictionnaire des parlementaires français, Edgar Bourloton, 1889-1891 [détail de l’édition]